# Lalpur
Lalpur è un sottodistretto (upazila) del Bangladesh situato nel distretto di Natore, divisione di Rajshahi. Si estende su una superficie di 327,92 km² e conta una popolazione di 274.405  abitanti (censimento 2011).